# Guirdiguiski
Guirdiguiski (auch: Guidiguiski, Guirdi Guiski, Guirdiguissi, Guirdikiski, Guirdiwiski, Guirtiguiskine) ist ein Dorf in der Landgemeinde Alakoss in Niger.

## Geographie
Das Dorf befindet sich rund 20 Kilometer westlich des Hauptorts Garazou der Landgemeinde Alakoss, die zum Departement Gouré in der Region Zinder gehört. Zu weiteren Siedlungen in der Umgebung von Guirdiguiski zählen Adjiri im Nordwesten, Guéza im Südosten, Tounfafiram im Süden und Rafin Zomo im Südwesten.
Guirdiguiski liegt auf einer Höhe von 483 m. Das Dorf ist Teil der Übergangszone zwischen Sahara und Sahel. Die durchschnittliche jährliche Niederschlagsmenge beträgt hier zwischen 200 und 300 mm.

## Geschichte

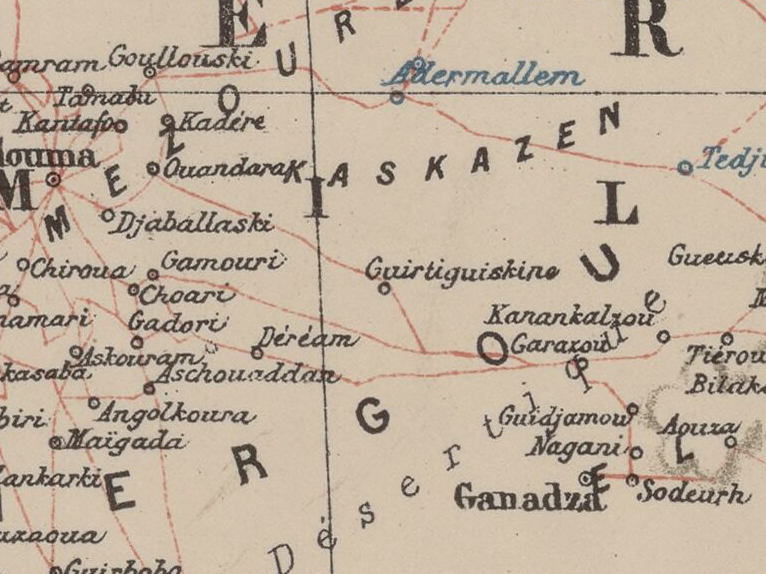
Ausschnitt einer Karte von 1903 mit Guirdiguiski (Guirtiguiskine) im Zentrum

Die 219 Kilometer lange Piste zwischen den Orten Gouré und Tanout sowie die 640 Kilometer lange Piste zwischen den Orten Bilma und Djadjidouna, die beide durch Guirdiguiski führten, galten in den 1920er Jahren als Hauptverkehrswege in der damaligen französischen Kolonie Niger.

## Bevölkerung
Bei der Volkszählung 2012 hatte Guirdiguiski 1631 Einwohner, die in 365 Haushalten lebten. Bei der Volkszählung 2001 betrug die Einwohnerzahl 1061 in 209 Haushalten und bei der Volkszählung 1988 belief sich die Einwohnerzahl auf 899 in 203 Haushalten.
Die Bevölkerungsdichte in diesem Gebiet ist mit 10 bis 20 Einwohnern je Quadratkilometer relativ gering.

## Wirtschaft und Infrastruktur
Guirdiguiski liegt in einem Gebiet des Übergangs zwischen der Naturweidewirtschaft des Nordens und des Ackerbaus des Südens, was zu Landnutzungskonflikten führt. Im Dorf wird ein Wochenmarkt abgehalten. Der Markttag ist Mittwoch. Eine Getreidebank wurde in den 1980er Jahren etabliert. Es gibt eine Grundschule. Das nigrische Unterrichtsministerium richtete 1996 gemeinsam mit dem Welternährungsprogramm der Vereinten Nationen zahlreiche Schulkantinen in von Ernährungsunsicherheit betroffenen Zonen ein, darunter eine für Kinder transhumanter Hirten in Guirdiguiskii.